# صلاح القروی
صلاح القروی (انگلیسی: Slah Karoui؛ زادهٔ ۱۱ سپتامبر ۱۹۵۱) بازیکن سابق فوتبال اهل تونس است.

## باشگاهی
از باشگاه‌هایی که در آن بازی کرده‌است می‌توان به باشگاه فوتبال ستاره ساحلی اشاره کرد.

## تیم ملی
وی همچنین در تیم ملی فوتبال تونس بازی کرده است. وی عضو تیم ملی فوتبال تونس در جام جهانی فوتبال ۱۹۷۸ بوده است.